# ورثينغتون
ورثينغتون (بالإنجليزية: Worthington, Kentucky)‏ هي مدينة تقع في مقاطعة غرينوب، كنتاكي بولاية كنتاكي في وسط جنوب شرق الولايات المتحدة. تبلغ مساحة هذه المدينة 3.1 (كم²)، وترتفع عن سطح البحر 171 م، بلغ عدد سكانها 1673 نسمة في عام 2000 حسب إحصاء مكتب تعداد الولايات المتحدة وتصل الكثافة السكانية فيها 551 نسمة/كم2.

## التركيبة السكانية
حدّد مكتب تعداد الولايات المتحدة بيانات التركيبة السكانية لورثينغتون في تعداد الولايات المتحدة. في ما يلي، التركيبة السكانية حسب تعدادي 2000 و2010.

### تعداد عام 2000
بلغ عدد سكان ورثينغتون 1,673 نسمة بحسب تعداد عام 2000، وبلغ عدد الأسر 663 أسرة وعدد العائلات 520 عائلة مقيمة في المدينة. في حين سجلت الكثافة السكانية 518 نسمة لكل كيلومتر مربع (1,341.6/ميل2). وبلغ عدد الوحدات السكنية 698 وحدة بمتوسط كثافة قدره 216.1 لكل كيلومتر مربع (559.7/ميل2).
وتوزع التركيب العرقي للمدينة بنسبة 98.74% من البيض و0.06% من الأمريكيين الأفارقة و0.06% من الأمريكيين ذوي الأصول الآسيوية و0.36% من الأعراق الأخرى و0.78% من عرقين مختلطين أو أكثر و0.78% من الهسبانيون أو اللاتينيون من أي عرق.
بلغ عدد الأسر 663 أسرة كانت نسبة 35.6% منها لديها أطفال تحت سن الثامنة عشر تعيش معهم، وبلغت نسبة الأزواج القاطنين مع بعضهم البعض 62.9% من أصل المجموع الكلي للأسر، ونسبة 12.1% من الأسر كان لديها معيلات من الإناث دون وجود شريك،  بينما كانت نسبة 3.5% من الأسر لديها معيلون من الذكور دون وجود شريكة وكانت نسبة 21.6% من غير العائلات. تألفت نسبة 19.6% من أصل جميع الأسر من عدة أفراد يعيشون في نفس المنزل ونسبة 10.9% كانت تتألف من شخص يعيش بمفرده يبلغ من العمر 65 عاماً أو أكثر. وبلغ متوسط حجم الأسرة المعيشية 2.52، أما متوسط حجم العائلات فبلغ 2.86.
بلغ العمر الوسطي للسكان 40.6 عاماً. وكانت نسبة 23.3% من القاطنين تحت سن الثامنة عشر، وكانت نسبة 7.7% بين الثامنة عشر والرابعة والعشرين عاماً، ونسبة 26.7% كانت واقعةً في الفئة العمرية ما بين الخامسة والعشرين والرابعة والأربعين عاماً، ونسبة 27.4% كانت ما بين الخامسة والأربعين والرابعة والستين، ونسبة 15% كانت ضمن فئة الخامسة والستين عاماً فما فوق. يوجد لكل 100 أنثى 91.0 ذكر، ويوجد لكل 100 أنثى في الثامنة عشر من عمرها فما فوق 85.1 ذكر.
بلغ متوسط دخل الأسرة في المدينة 34,875 دولارًا، أما متوسط دخل العائلة فبلغ 39,737 دولارًا. وكان متوسط دخل الذكور 35,324 دولارًا مقابل 19,643 دولارًا للإناث. وسجل دخل الفرد الخاص بالمدينة 19,239 دولارًا. وكانت نسبة 7.8% من العائلات ونسبة 9.3% من السكان تحت خط الفقر، وكان من هؤلاء نسبة 13.1% تحت سن الثامنة عشر ونسبة 6.2% في الخامسة والستين من العمر وما فوق.

### تعداد عام 2010
بلغ عدد سكان ورثينغتون 1,609 نسمة بحسب تعداد عام 2010، وبلغ عدد الأسر 635 أسرة وعدد العائلات 463 عائلة مقيمة في المدينة. في حين سجلت الكثافة السكانية 498.1 نسمة لكل كيلومتر مربع (1,290.1/ميل2). وبلغ عدد الوحدات السكنية 681 وحدة بمتوسط كثافة قدره 210.8 لكل كيلومتر مربع (546.0/ميل2).
وتوزع التركيب العرقي للمدينة بنسبة 97.39% من البيض و0.06% من الأمريكيين الأفارقة و0.12% من الأمريكيين الأصليين و0.99% من الأمريكيين ذوي الأصول الآسيوية و0.50% من الأعراق الأخرى و0.93% من عرقين مختلطين أو أكثر و0.37% من الهسبانيون أو اللاتينيون من أي عرق.
بلغ عدد الأسر 635 أسرة كانت نسبة 33.9% منها لديها أطفال تحت سن الثامنة عشر تعيش معهم، وبلغت نسبة الأزواج القاطنين مع بعضهم البعض 55.4% من أصل المجموع الكلي للأسر، ونسبة 13.4% من الأسر كان لديها معيلات من الإناث دون وجود شريك،  بينما كانت نسبة 4.1% من الأسر لديها معيلون من الذكور دون وجود شريكة وكانت نسبة 27.1% من غير العائلات. تألفت نسبة 23.3% من أصل جميع الأسر من عدة أفراد يعيشون في نفس المنزل ونسبة 11.3% كانت تتألف من شخص يعيش بمفرده يبلغ من العمر 65 عاماً أو أكثر. وبلغ متوسط حجم الأسرة المعيشية 2.53، أما متوسط حجم العائلات فبلغ 2.96.
بلغ العمر الوسطي للسكان 42.6 عاماً. وكانت نسبة 23.1% من القاطنين تحت سن الثامنة عشر، وكانت نسبة 6.7% بين الثامنة عشر والرابعة والعشرين عاماً، ونسبة 23% كانت واقعةً في الفئة العمرية ما بين الخامسة والعشرين والرابعة والأربعين عاماً، ونسبة 31% كانت ما بين الخامسة والأربعين والرابعة والستين، ونسبة 16.2% كانت ضمن فئة الخامسة والستين عاماً فما فوق. وتوزع التركيب الجنسي للسكان بنسبة 48.1% ذكور و51.9% إناث.

## أعلام
- جون دبليو. كولير

## وصلات خارجية
- worthington-ky.com
- The US50 - Cities and Towns in Kentucky State